# M151 MUTT
M151 MUTT var efterträdaren till Koreakrigets M38 och M38A1 jeepar och producerades från 1959 till 1982. Fordonet efterträddes av HMMWV.